# 2 august
ianuarie • februarie • martie  • aprilie  • mai  • iunie  • iulie  • august  • septembrie  • octombrie  • noiembrie  • decembrie
2 august este a 214-a zi a calendarului gregorian și a 215-a zi în anii bisecți. Mai sunt 151 de zile până la sfârșitul anului.

## Evenimente

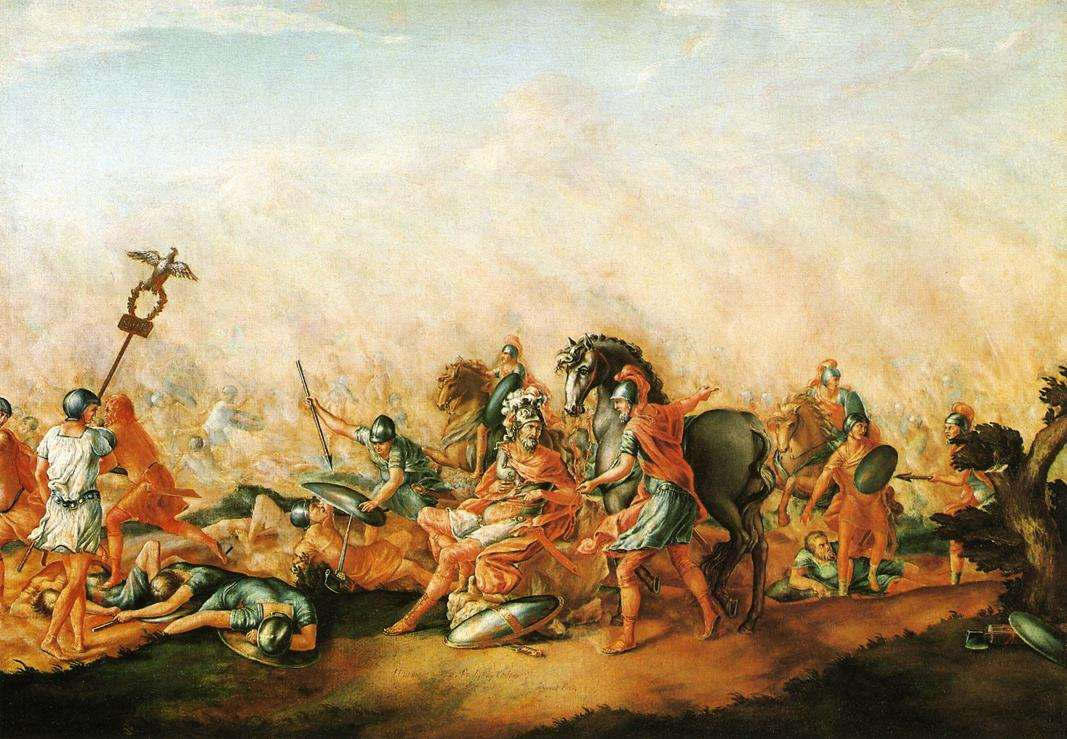
216 î.Hr.: O armată cartagineză condusă de Hannibal a învins o armată romană superioară numeric în Bătălia de la Cannae.

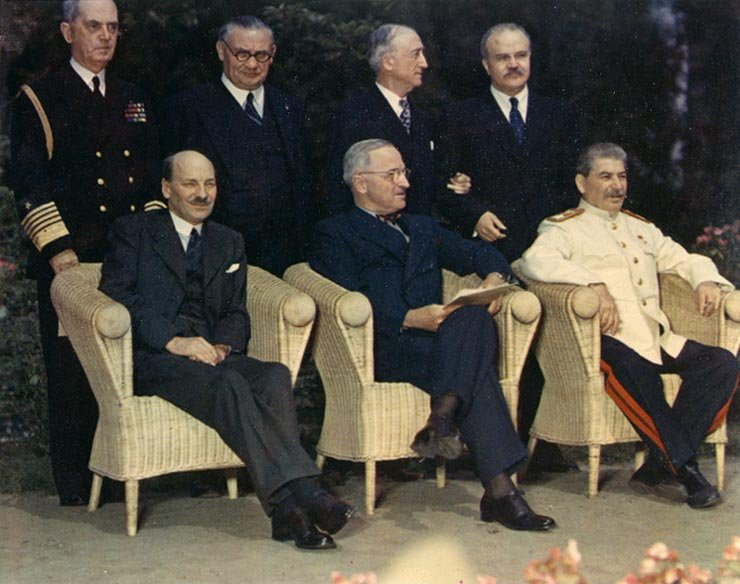
1945: S-a încheiat Conferința de la Potsdam, în care Puterile Aliate au discutat viitorul Germaniei după Al Doilea Război Mondial.

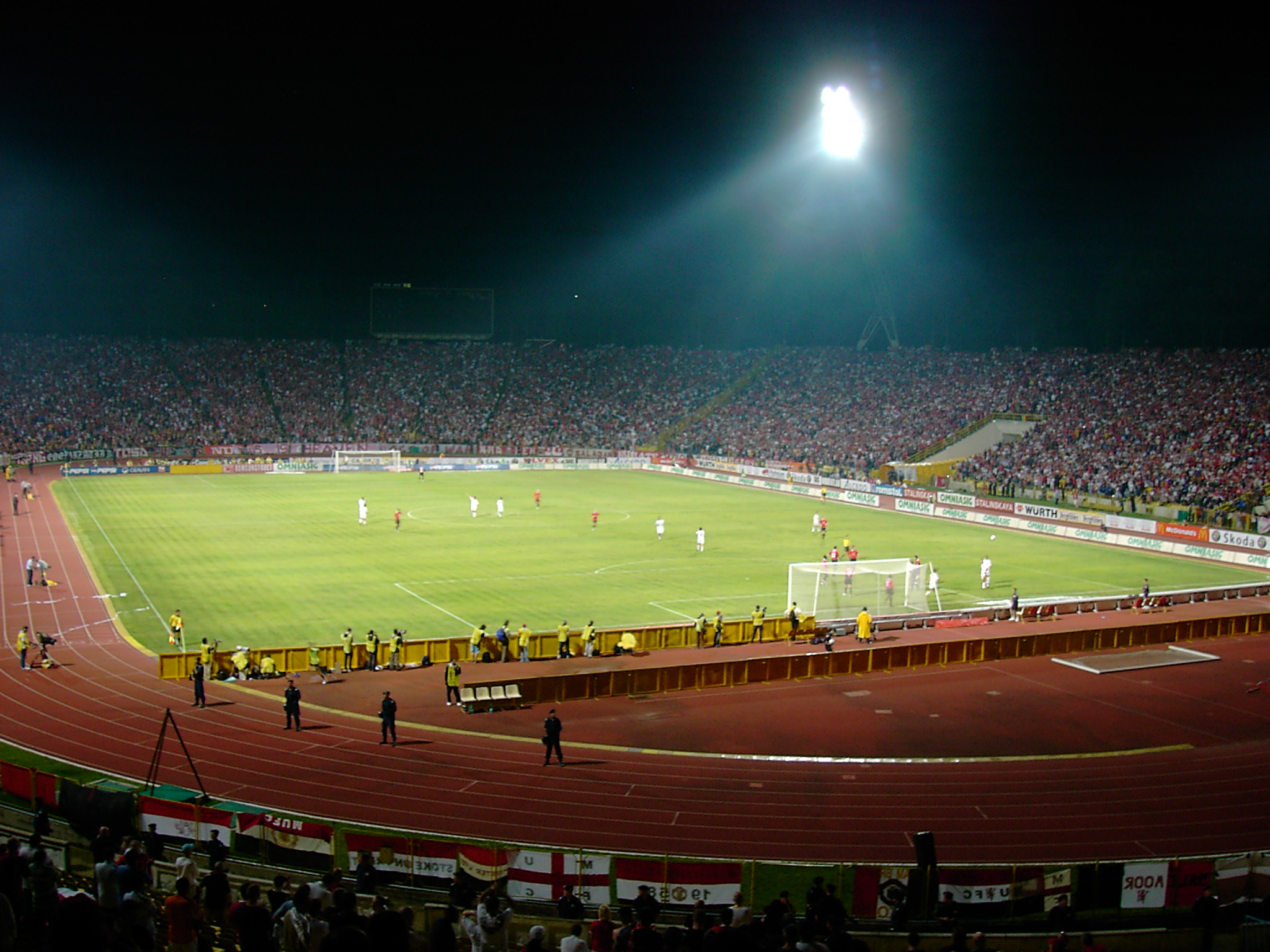
1953: Se inaugurează Stadionul Național din București.

- 338 î.Hr.: O armată macedoneană condusă de Filip al II-lea a învins forțele combinate ale Atenei și Tebei în bătălia de la Cheronea, asigurând hegemonia macedoneană în Grecia și în Marea Egee.[1]
- 216 î.Hr.: O armată cartagineză condusă de Hannibal a învins o armată romană superioară numeric în bătălia de la Cannae, în Apulia.
- 0932: După un asediu de doi ani, orașul Toledo, din Spania, se predă forțelor califului de Córdoba Abd al-Rahman al III-lea, obținând o victorie importantă în campania sa de subjugare a Mărcii Centrale.[2]
- 1274: Edward I al Angliei se întoarce din Cruciada a noua și este încoronat rege șaptesprezece zile mai târziu.
- 1492: Evreii sunt expulzați din Spania: 40.000-200.000 pleacă. Sultanul Baiazid al II-lea al Imperiului Otoman, aflând despre acest lucru, trimite marina otomană pentru a-i aduce pe evrei în siguranță pe pământurile otomane, în principal în orașele Salonic (în Grecia de astăzi) și İzmir (în Turcia de astăzi).[3]
- 1589: Henri de Navara devine rege al Franței sub numele Henric al IV-lea.
- 1776: Se semnează Declarația de independență a Statelor Unite ale Americii.
- 1829: Împăratul Braziliei, Pedro I, se căsătorește prin procură, la Munchen, la palatul Leuchtenberg, cu frumoasa Amélie de Leuchtenberg.
- 1830: Carol al X-lea al Franței abdică în favoarea nepotului său Henri, Duce de Bordeaux. Totuși, Camera Deputaților controlată de liberali a refuzat să-l confirme pe ducele de Bordeaux drept Henric al V-lea votându-l pe ducele de Orléans, Ludovic-Filip drept rege al Franței.
- 1914: Începe ocupația germană a Luxemburgului în timpul Primului Război Mondial.
- 1923: Calvin Coolidge își începe mandatul ca cel de-al 30-lea președinte al Statelor Unite.
- 1925: Conrad Hilton deschide primul său hotel nou construit în Dallas, Texas, Dallas Hilton.
- 1929: Se înființează Regia Autonomă a Porturilor și Căilor de Comunicație pe Apă (PCA) care ia în exploatare și administrare căile de comunicație pe apă, porturile, vasele aferente, instalațiile de orice fel ș.a..
- 1932: Fizicianul american Carl D. Anderson descoperă pozitronul pentru care va primi Premiul Nobel.
- 1934: Președintele Germaniei Paul von Hindenburg moare la Neudeck, Adolf Hitler își asumă titlul de Führer și Cancelar al Germaniei.
- 1936: Ediția a XI-a a Jocurilor Olimpice - Berlin, Germania (2 august - 16 august); România a obținut 1 medalie de argint.
- 1939: Albert Einstein și Leo Szilárd scriu o scrisoare președintelui Franklin D. Roosevelt, îndemnându-l să înceapă proiectul Manhattan pentru a dezvolta o armă nucleară.
- 1940: Stalin semnează un decret abuziv (fără niciun fel de consultare a locuitorilor regiunii) de crearea a Republicii Sovietice Socialiste Moldovenească pe o parte din pământul românesc ocupat cu forța de Armata Roșie
- 1945: S-a încheiat Conferința de la Potsdam, în care Puterile Aliate au discutat viitorul Germaniei după Al Doilea Război Mondial.
- 1953: Se inaugurează Stadionul Național din București.
- 1969: Vizita lui Richard Nixon (primul președinte american la București) în România.
- 1980: Organizația teroristă de extremă dreapta din Italia Nuclei Armati Rivoluzionari detonează o bombă la gara din orașul italian Bologna. Atentatul de la Bologna ucide 85 de persoane și rănește cel puțin 200.
- 1985: Inaugurarea crucișătorului "Muntenia", construit la Șantierul naval din Mangalia.
- 1990: Al doilea război din Golf: trupele irakiene invadează și ocupă Kuweitul. În aceeași zi, invazia este condamnată în unanimitate de ONU prin Rezoluția 660 a Consiliului de Securitate al ONU.
- 1994: Președintele Ion Iliescu promulgă legea privind asociațiile salariaților și membrilor conducerii societăților comerciale care se privatizează după metoda MEBO.
- 1995: Atentat nereușit asupra președintelui Georgiei, Eduard Șevarnadze.
- 1998: Trupe armate din Rwanda și Uganda pătrund pe teritoriul Republicii Democratice Congo.

## Nașteri
- 1674: Filip al II-lea, Duce de Orléans, regent al Franței pentru Ludovic al XV-lea (d. 1723)
- 1788: Leopold Gmelin, chimist german (d. 1853)
- 1824: Francisca a Braziliei, fiică a împăratului Pedro I al Braziliei (d. 1898)
- 1831: Gheorghe Burada, dirijor și profesor român (d. 1870)

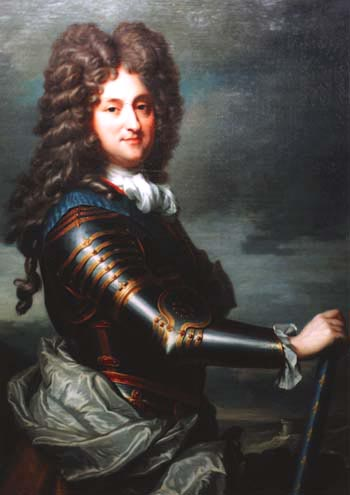
Filip al II-lea, Duce de Orléans, regent al Franței
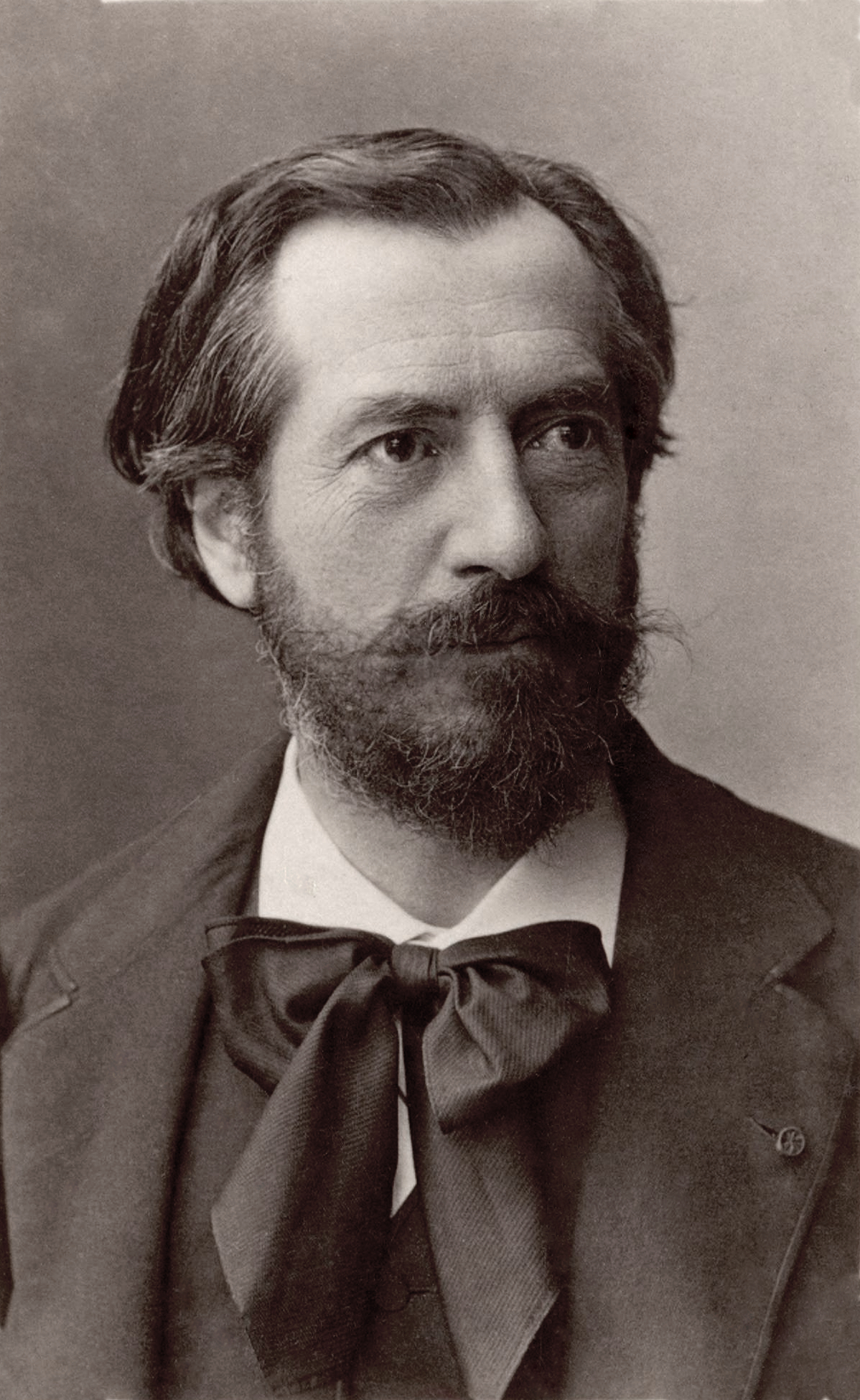
Frédéric Auguste Bartholdi, sculptor francez
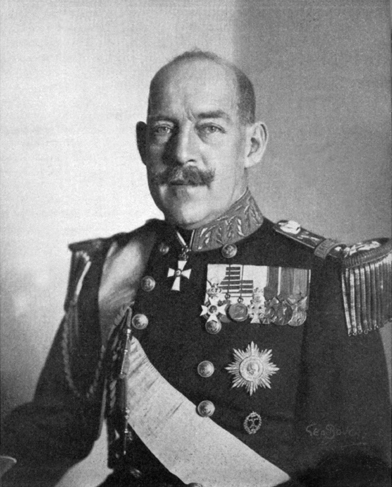
Constantin I al Greciei

- 1834: Frédéric Auguste Bartholdi, sculptor francez, autor al Statuii Libertății (d. 1904)
- 1838: Serafín Avendaño, pictor spaniol (d. 1916)
- 1858: Emma de Waldeck și Pyrmont, regină a Țărilor de Jos (d. 1934)
- 1865: Josef Maria Auchentaller, pictor și gravor austriac (d. 1949)
- 1868: Regele Constantin I al Greciei (d. 1923)
- 1878: Prințesa Ingeborg a Danemarcei, ducesă de Västergötland (d. 1958)
- 1891: Mihail Jora, compozitor, dirijor, pianist român (d. 1971)
- 1893: Alfred Alessandrescu, compozitor, dirijor, pianist și muzicolog român (d. 1959)
- 1912: Mircea Șeptilici, actor român (d. 1989)
- 1919: Nehemiah Persoff, actor israelian și american de film (d. 2022)

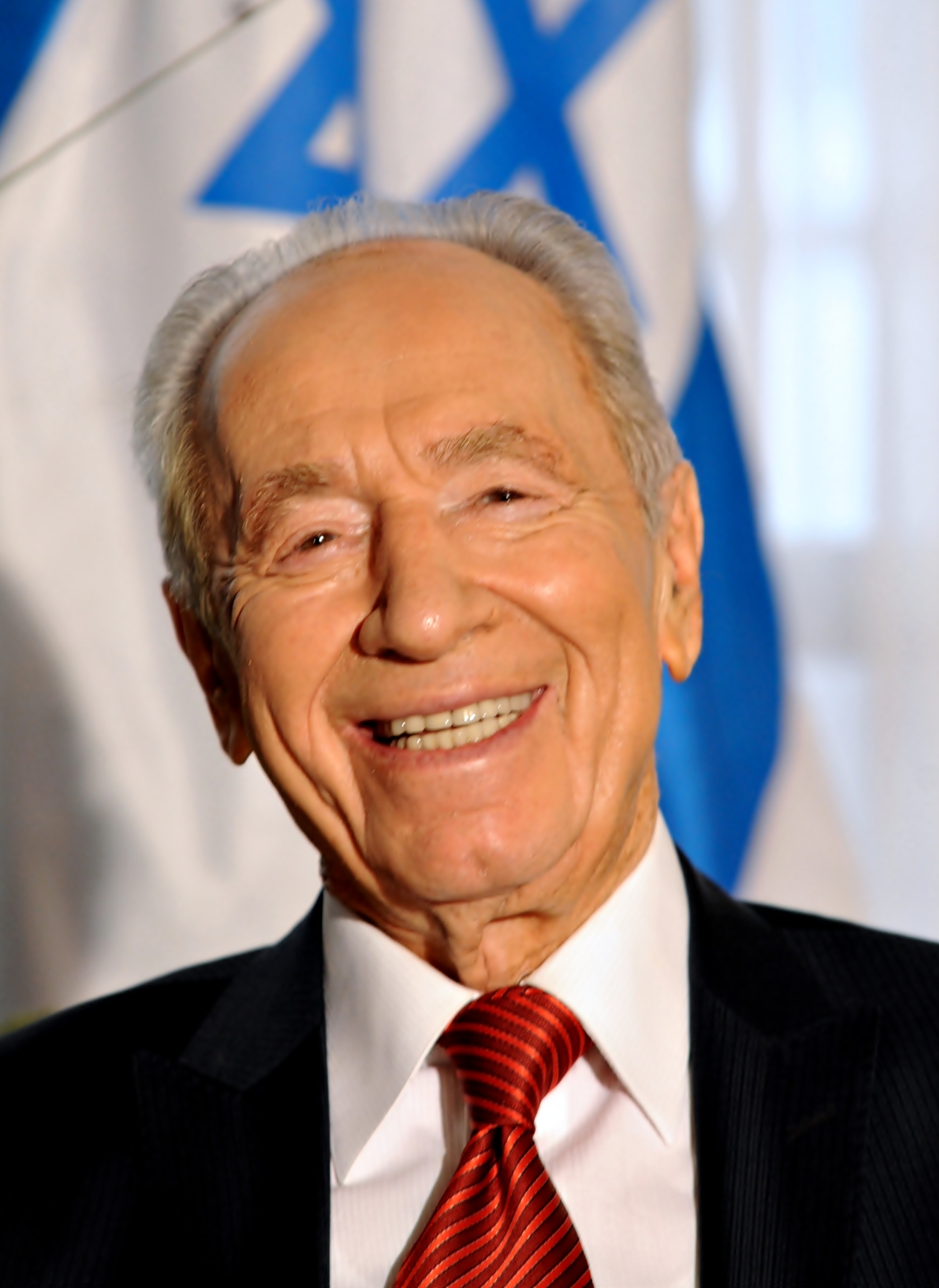
Șimon Peres, președinte al Israelului, laureat Nobel
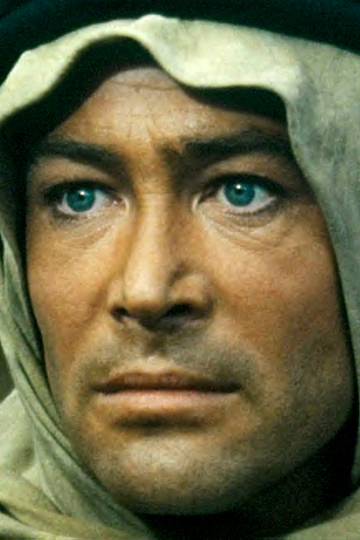
Peter O'Toole, actor britanic
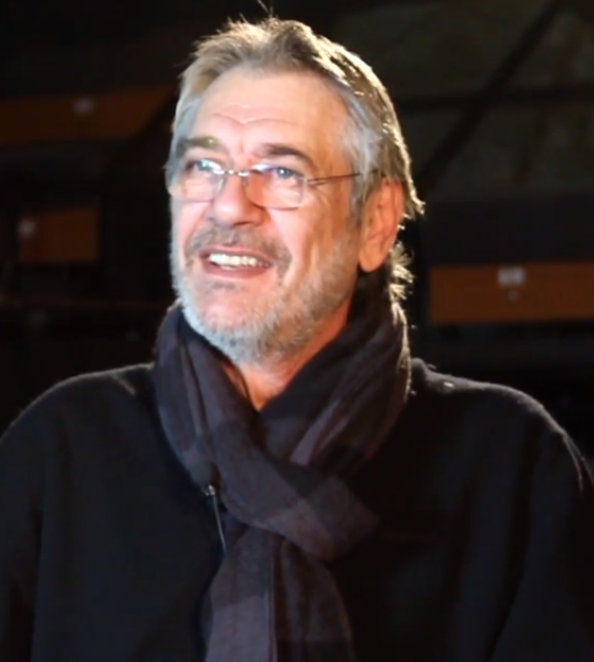
Marcel Iureș, actor român

- 1923: Șimon Peres, politician israelian, al 9-lea președinte al Israelului, laureat Nobel (d. 2016)
- 1924: James Baldwin, scriitor și poet american (d. 1987)
- 1932: Peter O'Toole, actor britanic (d. 2013)
- 1939: Wes Craven, regizor de film, actor și scenarist american (d. 2015)
- 1939: Valeria Seciu, actriță română (d. 2022)
- 1942: Isabel Allende, scriitoare chiliano-americană
- 1942: Leo Beenhakker, fotbalist și antrenor neerlandez de fotbal
- 1943: Stere Gulea, regizor și scenarist român
- 1944: Gheorghe Gornea, fotbalist român (d. 2005)
- 1948: Cornel Dinu, fotbalist și antrenor român
- 1951: Marcel Iureș, actor român de teatru și film
- 1952: Abraham Jakab, artist plastic român
- 1955: Eugen Nicolăescu, politician român
- 1969: Codruț Șereș, politician român
- 1969: Jan Axel Blomberg, baterist norvegian
- 1974: Angie Cepeda, actriță columbiană
- 1976: Sam Worthington, actor australian
- 1981: Vlad Miriță, tenor român
- 1989: The Motans, cântăreț din Republica Moldova

## Decese
- 1100: Regele William al II-lea al Angliei (n. 1056)
- 1332: Christopher al II-lea al Danemarcei (n. 1276)
- 1589: Regele Henric al III-lea al Franței(n. 1551)
- 1776: Louis François, Prinț Conti (n. 1717)
- 1788: Thomas Gainsborough, artist englez (n. 1727)

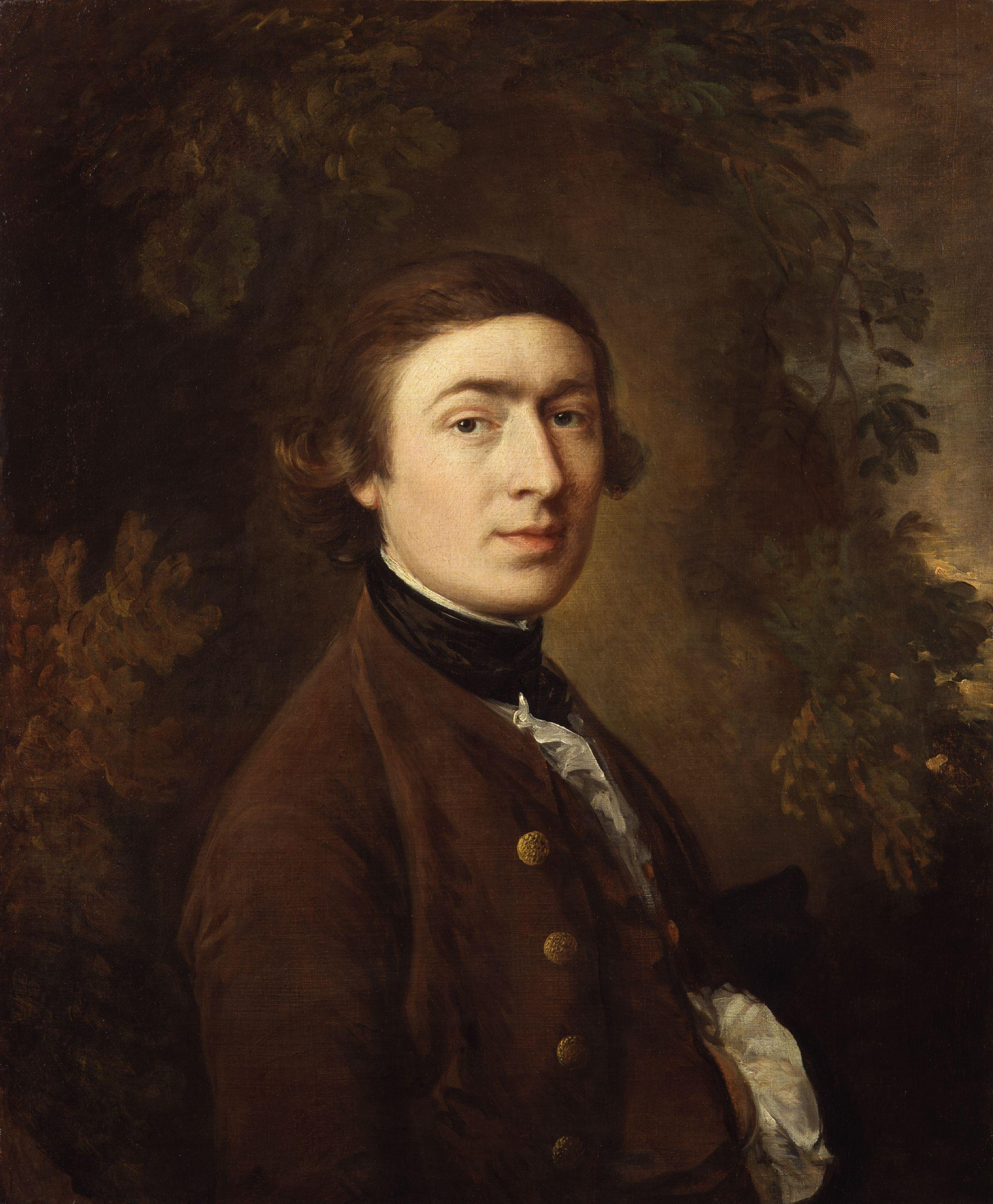
Thomas Gainsborough, pictor englez
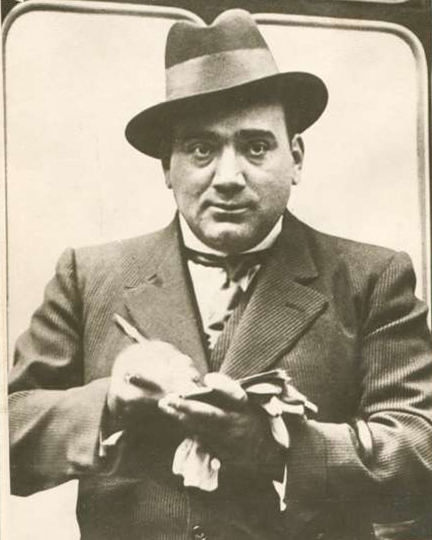
Enrico Caruso, tenor italian
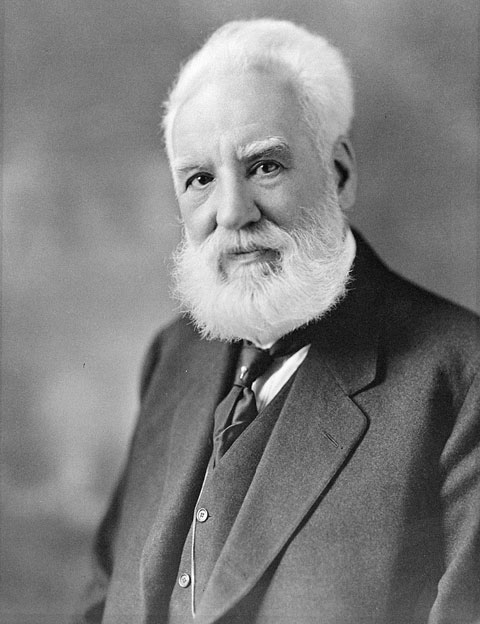
Alexander Graham Bell, inventator scoțian

- 1877: Karl Friedrich von Steinmetz,  feldmareșal prusac (n. 1796)
- 1881: Marcus Clarke, romancier și poet australian (n. 1846)
- 1884: Paul Abadie, arhitect francez (n. 1812)
- 1921: Enrico Caruso, tenor italian (n. 1873)
- 1922: Alexander Graham Bell, inventator scoțian (n. 1847)
- 1923: Warren G. Harding, al 29-lea președinte al SUA (n. 1865)
- 1931: Ștefan Gh. Longinescu, jurist român, membru corespondent al Academiei Române (n. 1865)
- 1934: Paul von Hindenburg, feldmareșal și om politic german (n. 1847)
- 1945: Pietro Mascagni, compozitor și dirijor italian (n. 1863)
- 1950: August Scriban, lingvist român (n. 1872)
- 1955: Rupert, Prinț Moștenitor al Bavariei (n. 1869)
- 1973: Jean-Pierre Melville, regizor, actor, scenarist francez (n. 1917)
- 1976: Fritz Lang, regizor american (n. 1890)
- 1993: Guido del Mestri, cardinal italian (n. 1911)
- 1997: Sever Suciu, sculptor român (n. 1924)
- 1997: James Kruss, scriitor pentru copii german (n.1926)
- 1997: William S. Burroughs, romancier, nuvelist, eseist și orator american (n. 1924)
- 2008: Radu Grigorovici, fizician român (n. 1911)
- 2012: Mihaela Ursuleasa, pianista română (n. 1978)
- 2016: Ioan Baltog, fizician român (n. 1939)
- 2018: Ion Stan, politician român (n. 1955)
- 2022: Tudor Ghideanu, filosof și eseist român (n. 1938)
- 2024: Nicu Covaci, muzician român, lider și fondator Phoenix (n. 1947)

## Sărbători
- Aducerea moaștelor Sf. Întâiul Mc. și Arhid. Ștefan; Binecredinciosul împărat Justinian cel Mare (calendar ortodox)
- Ziua națională a Macedoniei
- Ziua internațională de comemorare a genocidului romilor